# ردلند، تگزاس
ردلند (به انگلیسی: Redland) یک منطقهٔ مسکونی در ایالات متحده آمریکا است که در شهرستان انجلینا، تگزاس واقع شده‌است. ردلند ۱۰٫۷۴ کیلومتر مربع مساحت و ۱٬۰۴۷ نفر جمعیت دارد و ۱۰۸٫۲۱ متر بالاتر از سطح دریا واقع شده‌است.